# Palazzolo dello Stella
Palazzolo dello Stella (Palaçûl in friulano standard, Palassôl nella variante locale) è un comune italiano di 2 857 abitanti in Friuli-Venezia Giulia.

## Geografia fisica
Il territorio comunale è posizionato nel Friuli meridionale ed è attraversato da nord a sud dal fiume Stella che chiude il suo corso proprio qui sfociando nella Laguna di Marano.

## Storia
Numerosi ritrovamenti fanno datare la nascita di Palazzolo a un'epoca romana (vi ci passava la Via Annia nel tratto tra Concordia e Aquileia), ma si hanno ulteriori ritrovamenti che testimoniano la presenza di un sito abitato già in epoca preistorica.

### Simboli
Lo stemma e il gonfalone sono stati concessi con decreto del presidente della Repubblica n. 98 del 31 luglio 1954.
Il gonfalone è un drappo troncato di azzurro e di bianco.

## Monumenti e luoghi d'interesse
- Casa del Marinaretto
- Chiesa della Beata Vergine del Suffragio
- Chiesa di San Bartolomeo
- Pieve Arcipretale di Santo Stefano Protomartire
- Chiesa di Sant'Antonio Abate
- Bilance da pesca foce fiume Stella

### Architetture militari
- Caserma "Giovanni Degano", in località Valderie, fu costruita nel 1970 circa e intitolata al sergente Degano[senza fonte], nativo di Teor, appartenente al 16º Reggimento fanteria della Brigata "Savona", decorato della medaglia d'argento al valor militare nella Grande guerra e caduto nel luglio del 1915, sulle alture di Polazzo, nel corso della seconda battaglia dell'Isonzo. La caserma fu sede dapprima del 3º e 4º Autoreparto del 5º Corpo d'Armata di Vittorio Veneto e successivamente di unità distaccate del 13º Battaglione logistico di manovra di Portogruaro.

## Società

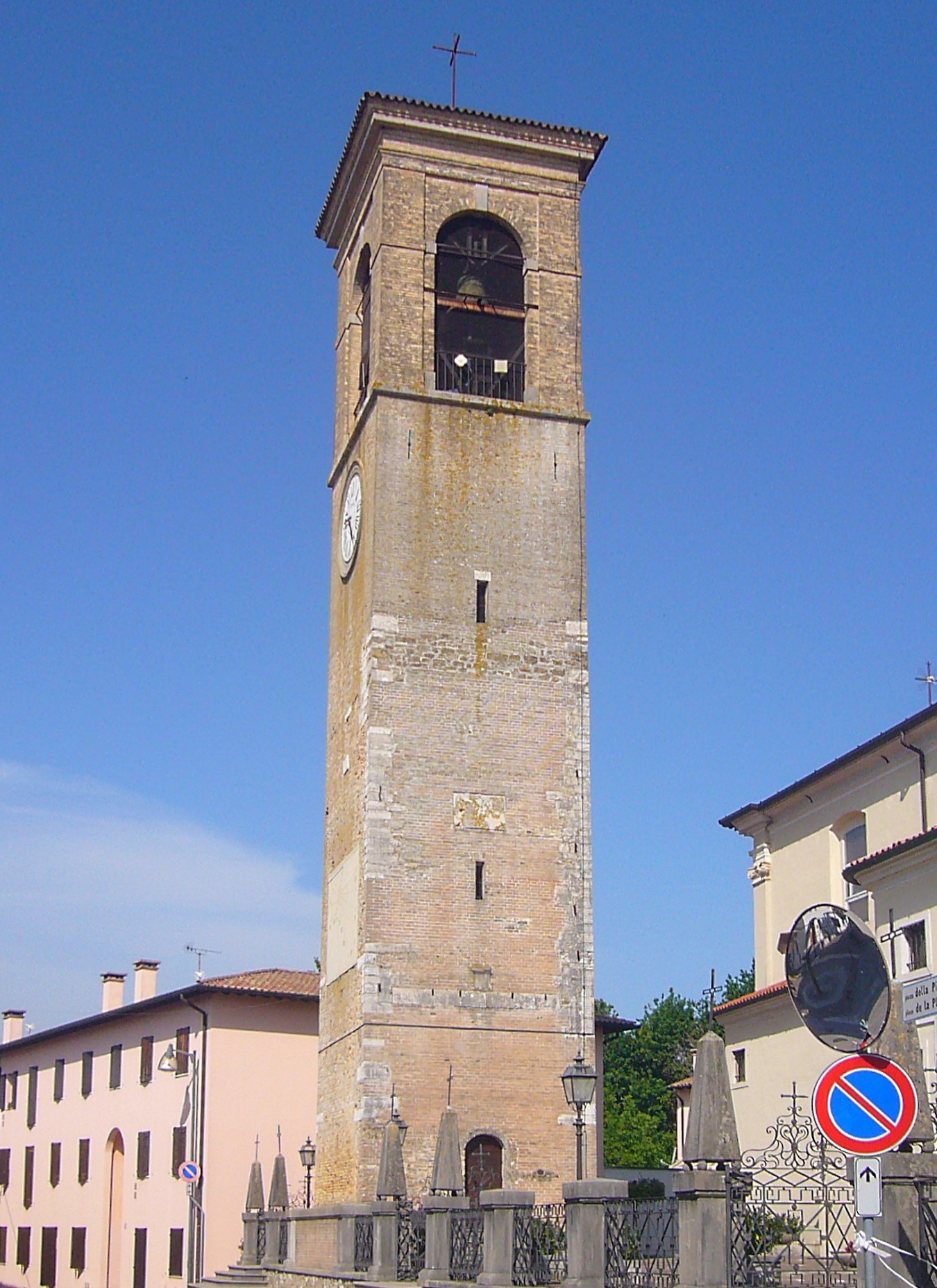
Il campanile della chiesa parrocchiale

### Evoluzione demografica

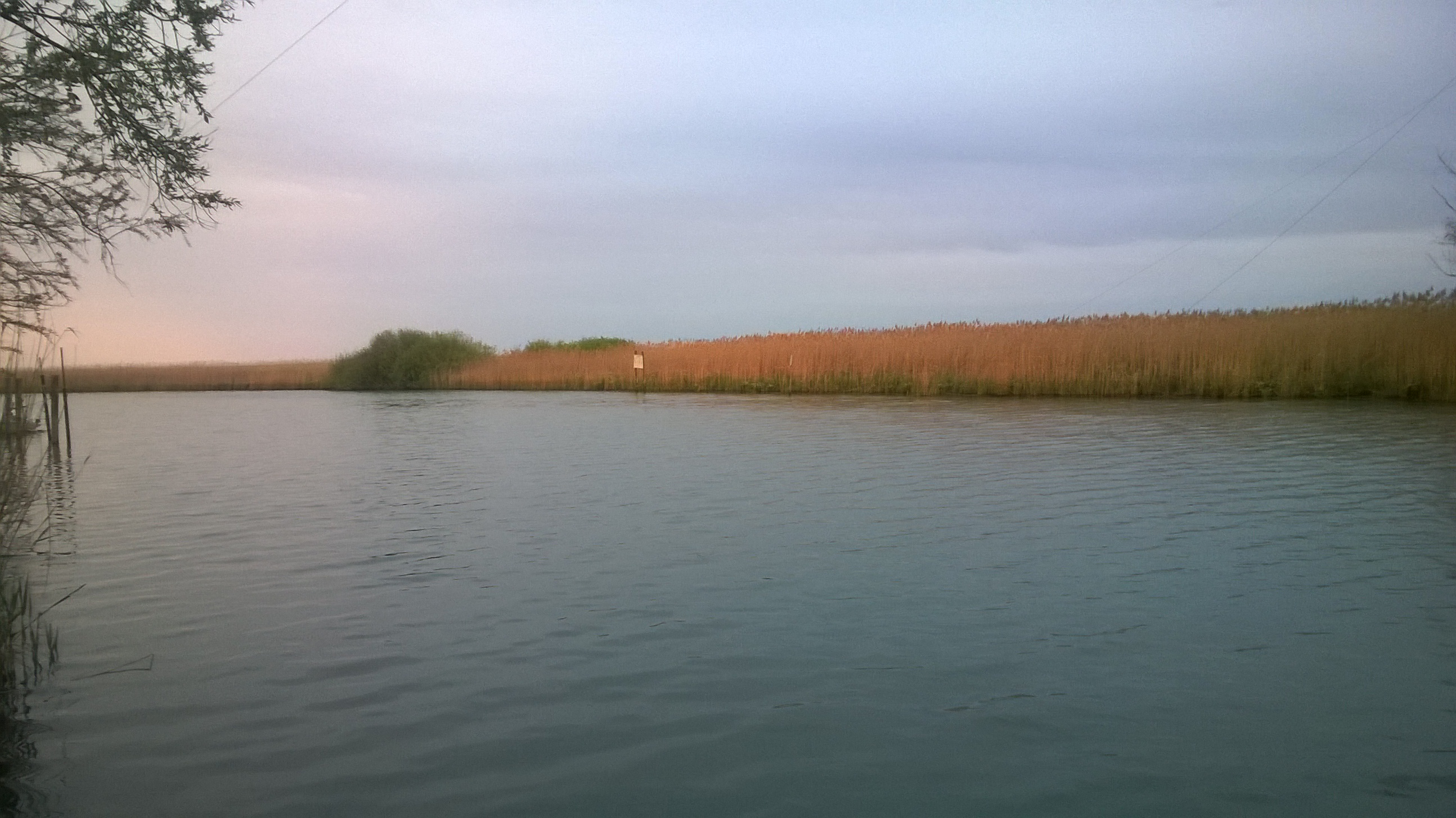
Il fiume Stella nei pressi della foce a Palazzolo dello Stella

Abitanti censiti

### Lingue e dialetti
A Palazzolo dello Stella, accanto alla lingua italiana, la popolazione utilizza la lingua friulana. Ai sensi della Deliberazione n. 2680 del 3 agosto 2001 della Giunta della Regione autonoma Friuli-Venezia Giulia, il Comune è inserito nell'ambito territoriale di tutela della lingua friulana ai fini della applicazione della legge 482/99, della legge regionale 15/96 e della legge regionale 29/2007.
La lingua friulana che si parla a Palazzolo dello Stella rientra fra le varianti appartenenti al friulano centro-orientale.

### Associazioni
Nel comune sono attive numerose associazioni culturali e sportive:
- A.N.A. Sez. di Udine Gruppo di Palazzolo dello Stella: associazione d'arma attiva nel Comune dal 1967
- Chei dal Lunari: Franca, Gianna e Marziano, nel 2000, danno vita a il "Lunari dal Barêt" per raccontare in lingua friulana la storia della loro borgata e del paese.
- Chei da la Sardelade: associazione culturale che promuove una festa sul fiume denominata "Sardellata sullo Stella" con il fine di raccogliere fondi per beneficenza.
- A.F.D.S. - Sezione di Palazzolo dello Stella: locale sezione dell'associazione A.F.D.S.
- Amici del Bosco Brussa: associazione che si occupa del rimboschimento e del mantenimento dell'area boschiva "Bosco Brussa", situato all'uscita dell'abitato di Piancada
- Amici dello Stella: associazione che si occupa di promuovere la conoscenza e la tutela del fiume Stella che attraversa e dà il nome al comune.
- Chei dal Perdon: associazione che si occupa dell'organizzazione dei festeggiamenti per la Madonna della Salute a Piancada.
- Comitato Festeggiamenti S.Antonio: associazione che si occupa dell'organizzazione dei festeggiamenti in onore di S.Antonio da Padova.
- Pro Palazzolo: pro loco del comune.Attività principali:Mese di Giugno "A spas cun Razute",torneo dai borgs, fine settembre"Palassol in Fieste" con corsa degli asini e rievocazione storica, accensione alberi di Natale
- Amatori Calcio Palazzolo : associazione sportiva calcistica amatoriale.
- Polisportiva Libertas: società sportiva che si occupa di Pallavolo e Pallacanestro.
- U.S.Palazzolo: è la locale squadra di calcio, attualmente nel campionato di Seconda Categoria.
- Art-Port: Associazione giovanile che si occupa della promozione dell'arte e della cultura. Ha sede presso la casa del Marinaretto.
- Congregagri: associazione culturale e ricreativa che si occupa principalmente di temi turistico-ambientali.
- Coro polifonico Antonio Foraboschi
- AUSER: Associazione che si occupa di promozione sociale, soprattutto per l'area della terza età, di cooperazione e volontariato.

## Cultura

### Eventi
- Sponde pulite, inizi di aprile, all'inizio della primavera nell'arco di un'intera mattinata i ragazzi del locale Istituto Comprensivo passeggiano lungo le sponde del fiume Stella per conoscere il territorio e ripulirlo
- Festa di Sant'Antonio da Padova, 13 giugno, processione della statua del santo attraverso le vie del paese e presenza di numerosi chioschi enogastronomici
- Festa regionale del pane, ultimo fine settimana di luglio
- Canoe sullo Stella, manifestazione organizzata dall'Associazione "Amici dello Stella", in collaborazione con numerosi Enti e Associazioni della Regione, si svolge ogni anno alla fine di agosto
- Palassol in fieste, organizzata dalla Pro Palazzolo con rievocazione storica e la corsa degli asini in collaborazione con il Mus fan club.
- Perdon di Piancada, festeggiamenti in onore della Madonna della Salute, il terzo fine settimana di novembre. Festa in tendone riscaldato con chiosco famoso per le castagne e il vin Brulè.
- Fisarmoniche in osteria è un itinerario eno-gastronomico e musicale che tocca varie locande e posti di ristoro di Palazzolo: accompagnati dal suono delle fisarmoniche si possono degustare tipici prodotti della cucina locale. La manifestazione nasce nel 1989 e si svolge al sabato verso la metà del mese di dicembre

### Cinema
Nel giugno del 1966 le rive della marina di Palazzolo furono uno dei set in Friuli del film La ragazza e il generale diretto dal regista Pasquale Festa Campanile e interpretato da Virna Lisi, Rod Steiger, e Umberto Orsini.

### Letteratura
Nel romanzo L'ultima estate, dello scrittore Salvatore Errante Parrino, il racconto è ambientato a Palazzolo e lungo il suo fiume.

### Musica
Una delle più note attestazioni del canto friulano di epoca rinascimentale Schiarazula marazula riguarda Palazzolo dello Stella. In una lettera di denuncia all'inquisizione del 1624 si segnala che donne e uomini del paese friulano eseguissero questa danza cantando in due cori per evocare la pioggia.

## Amministrazione

### Gemellaggi
- Gratkorn